# Liste des épisodes de Dragons
Dragons est une série d'animation américaine, inspirée du film Dragons sorti en 2010, diffusée tout d'abord sur la chaîne Cartoon Network (saisons 1 et 2) puis sur Netflix à partir de la saison 3. La série sert à relier l'aventure des personnages entre le premier film et sa suite de 2014. Une première diffusion d'une heure avec deux épisodes s'est effectuée le 7 août 2012 et la première diffusion officielle le 14 septembre 2012. Un total de 40 épisodes est diffusé pendant les deux premières saisons,. À partir de la saison 3, chaque saison comporte 13 épisodes.

## Épisodes diffusés sur Cartoon Network

### Saison 1:Cavaliers de Beurk(2012–2013)
| Numéro de l'épisode | Titre français                    | Titre original                   | Résumé | Première diffusion | Première diffusion |
| ------------------- | --------------------------------- | -------------------------------- | --- | ------------------ | ------------------ |
| 1                   | L'académie de dressage de dragons | How to Start a Dragon Academy    | Après la paix avec les dragons, le village de Beurk compte désormais des dragons et des vikings, mais le comportement de ces-derniers reste le même, les dragons perturbent les activités du village. Harold et Krokmou doivent dresser les dragons avec l'aide de leur bande avant qu'ils ne soient bannis.                                                                                          | 7 août 2012        | 16 mars 2013       |
| 2                   | Viking à tout faire               | Viking for Hire                  | Faute de combats, Gueulfor ne fabrique plus d'armes et est donc sans utilité. Harold essaye de l'aider à trouver du travail, se sentant responsable de son inactivité. | 7 août 2012        | 17 mars 2013       |
| 3                   | La ferme des animaux              | Animal House                     | Les animaux du village sont effrayés par les dragons. Par conséquent, ils ne produisent plus de nourriture pour les vikings. Harold et ses amis doivent trouver une solution à ce problème avant une tempête imminente pour sauver le village de la famine. | 3 septembre 2012   | 23 mars 2013       |
| 4                   | Duo d'enfer                       | The Terrible Twos                | Harold trouve un dragon d'une nouvelle espèce avec de nouvelles caractéristiques. Préoccupé par le fait de l'étudier, il n'entend pas Krokmou qui essaie de le prévenir d'un danger. | 24 mars 2012       |                    |
| 5                   | La confiance règne                | In Dragons We Trust              | Les dragons se mettent à détruire certaines choses au village une fois la nuit tombée, mais Harold n'est pas d'accord sur la punition à infliger aux coupables. | 18 septembre 2012  | 30 mars 2013       |
| 6                   | Alvin le traître                  | Alvin and the Outcasts           | Alvin le Traître débarque sur Beurk pour rencontrer le Conquérant des Dragons. | 25 septembre 2012  | 31 mars 2013       |
| 7                   | Comment choisir votre dragon      | How To Pick Your Dragon          | Stoïck souhaite un dragon pour son usage personnel. Son fils va devoir lui enseigner la patience et la façon de créer un lien avec un dragon... | 3 octobre 2012     | 6 avril 2013       |
| 8                   | Portrait de Harold en homme fort  | Portrait of Hiccup as a Buff Man | Après la réalisation d'un portrait traditionnel du chef de Beurk et de son fils, Harold, peint avec une musculature et une taille toutes deux exagérées, craint de ne pas être à la hauteur des attentes de son père. Il est déterminé à montrer sa valeur en élucidant l'énigme qui mène au trésor d'Hamish II, chose que n'ont jamais réussie Stoïck et Gueulfor.                                   | 10 octobre 2012    | 7 avril 2013       |
| 9                   | Fleurs de Dragon                  | Dragon Flower                    | Les Dragons de l'île tombent tous malade après le passage du Marchand Johann. Quand la responsabilité de Mildiou est découverte, il est obligé d'aider Harold, Stoïck et Gueulfor à concocter un antidote avant qu'il ne soit trop tard. Malheureusement, il faut un dragon aquatique très dangereux pour cela...                                                                                     | 17 octobre 2012    | 13 avril 2013      |
| 10                  | Ingrid au rapport, partie 1       | Heather Report Part 1            | Les adolescents de l'Académie des Dragons découvrent une jeune fille, Ingrid, sur la plage de l'île de Beurk. Alors qu'Harold et les autres lui souhaitent la bienvenue, Astrid reste méfiante et ne tarde pas à découvrir des choses étranges sur la nouvelle venue. | 3 septembre 2012   | 2 septembre 2013   |
| 11                  | Ingrid au rapport, partie 2       | Heather Report Part 2            | Ingrid est prisonnière sur Beurk, mais le Livre des Dragons est tombé entre les mains du terrible Alvin le Traître. Astrid, déguisée en Ingrid, va tenter de le récupérer. | 14 novembre 2012   |                    |
| 12                  | Le festiver                       | Thawfest                         | C'est l'époque du Festiver à Beurk ! Cette compétition annuelle de sports rassemble les adolescents de l’île pour une série d'épreuves qui comptent pour la première fois des épreuves à dos de dragons. Harold est donc bien décidé à battre Rustik, quitte à devenir aussi arrogant et provocateur que lui, ce qui n'est pas du goût d'Astrid...                                                    | 28 novembre 2012   | 4 septembre 2013   |
| 13                  | Double délire                     | Twinsanity                       | Dagur le Dérangé débarque à Beurk pour renouveler le Traité de paix qui lie la Tribu des Parenvrilles et les Hooligans de Beurk. Les dragons doivent se cacher mais les jumeaux s'étant disputés, Prout et Pète errent dans le village, sans contrôle. Harold va tout tenter pour empêcher l'incident diplomatique.                                                                                   | 6 février 2013     |                    |
| 14                  | Coup de Foudre                    | When Lightning Strikes           | Des orages soudains éclatent à Beurk, mettant en danger les habitants. Selon Mildiou, Thor est en colère contre Beurk et Krokmou. Harold doit vite trouver la raison de ces phénomènes pour que son dragon ne soit pas sacrifié par les superstitieux... | 13 février 2013    | 5 septembre 2013   |
| 15                  | Ce qui vole sous le sol           | What Flies Beneath               | Krokmou retrouve un rival du passé. Rendu aveugle par la rage, il s'enfuit pour le combattre seul. Mais Harold ne l'entend pas de cette oreille. | 5 décembre 2012    |                    |
| 16                  | Rebelle                           | Defiant One                      | Alors que Harold, Krokmou et Rustik sont pris dans une tornade, la prothèse de Krokmou est endommagée, l’empêchant de s'enfuir. Harold et Rustik se retrouvent alors coincés sur l'Île des Exilés. Les trois protagonistes devront travailler ensemble pour réparer les dégâts et surmonter la rivalité entre Harold et Rustik pour rentrer chez eux avant d'être capturés par Alvin et les traîtres. | 20 février 2013    | 8 septembre 2013   |
| 17                  | Les marais barrés                 | Breakneck Bog                    | Quand Harold découvre que le bateau du Marchand Johann a fait naufrage et se retrouve dans un marais dit hanté, alors qu'il devait lui apporter un objet important, le jeune viking n'hésite pas une seconde et part à sa recherche. | 27 février 2013    | 9 septembre 2013   |
| 18                  | Pierre des merveilles             | Gem of a Different Color         | Quand Rustik et les villageois prennent des œufs de dragons pour des pierres de bonne fortune, Varek doit prendre les choses en mains et réussir à les rendre à leurs mères avant que Beurk ne soit détruite. | 6 mars 2013        | 10 septembre 2013  |
| 19                  | En famille, partie 1              | We Are Family Part 1             | Harold obtient l'accès aux archives de Beurk lors des festivités annuelles, et c'est ainsi qu'il trouve une carte indiquant une île avec des Furies Nocturnes. Il ne reculera devant rien pour réunir Krokmou et sa famille. | 13 mars 2013       | 11 septembre 2013  |
| 20                  | En famille, partie 2              | We Are Family Part 2             | Harold, Krokmou et Mildiou sont emprisonnés sur l'île des Traîtres à cause de la trahison de Mildiou. Celui-ci cherche à se faire pardonner en l'aidant à trouver un moyen de s'échapper, mais est-il sincère ? Harold et ses amis venus à la rescousse ne peuvent que l’espérer... | 20 mars 2013       | 12 septembre 2013  |

### Saison 2:Défenseurs de Beurk(2013–2014)
| Numéro de l'épisode | Titre français                     | Titre original            | Résumé | Première diffusion | Première diffusion |
| ------------------- | ---------------------------------- | ------------------------- | --- | ------------------ | ------------------ |
| 1                   | Vivre et laisser voler             | Live and Let Fly          | Harold et sa bande d'amis forment un club secret pour se préparer à une attaque de leurs ennemis, les Exilés. | 19 septembre 2013  | 2 juillet 2014     |
| 2                   | Le gronk de fer                    | The Iron Gronckle         | Lorsque Bouledogre ingère accidentellement des pierres magnétiques, elle devient elle-même magnétique, causant le chaos autour d"elle. Elle réussit finalement à aider la bande à gagner une bataille contre leurs ennemis les Exilés. | 26 septembre 2013  | 2 juillet 2014     |
| 3                   | La nuit et la furie                | The Night and the Fury    | La bande s'embarque dans une mission d'entraînement à la survie sur l'Île aux Dragons, où ils rencontrent Dagur, le chef des Parenvrilles, qui est devenu obsédé par la traque de Krokmou. | 3 octobre 2013     |                    |
| 4                   | Vu des tunnels                     | Tunnel Vision             | Harold découvre que la pénurie d'eau du village a été causée par les Exilés, qui ont caché des œufs de Murmure Mortel sous Beurk. Des œufs qui vont bientôt éclore et former ensuite des tunnels sous l'île, menaçant ainsi les villageois... | 10 octobre 2013    |                    |
| 5                   | La course à l'île des Verenflammes | Race to Fireworm Island   | Krochefer est en train de perdre sa capacité à s'enflammer. Rustik, Harold et les autres vont devoir trouver la tanière de la Reine des Verenflammes, dans l’espoir de trouver un remède avant qu'il ne soit trop tard.. | 17 octobre 2013    |                    |
| 6                   | Le Volchemard                      | Fright of Passage         | Harold doit aider Astrid à affronter le terrible Terrifiant Volchemard, un dragon fantôme qui semble avoir "gelé" son oncle de peur, humiliant ainsi toute sa famille. Avec l'aide de Gueulfor, il découvre des aspects cachés du Terrifiant Volchemard. | 24 octobre 2013    |                    |
| 7                   | Terreur à l'ouvrage                | Worst in Show             | Une compétition de domptage de Terreurs Terribles mène à une rivalité passionnée entre Varek et Rustik, permettant ainsi à Alvin de kidnapper Bouledogre. La bande doit alors utiliser les Terreurs nouvellement domptées pour secourir leur amie. | 7 novembre 2013    |                    |
| 8                   | Appétit destructeur                | Appetite for Destruction  | Alors que des dragons sauvages commencent à submerger Beurk, Harold et Krokmou découvrent que des îles disparaissent dans l'archipel. Lorsqu’Harold et Krokmou enquêtent sur la cause, ils se retrouvent face à face avec le Hurlement Mortel. | 14 novembre 2013   |                    |
| 9                   | Braguettaure à terre               | Zippleback Down           | Prout et Pète sont les seuls aides de Kranedur lorsqu'il se fait attraper par un vieux piège pour dragon dans la forêt. Les choses empirent lorsque Kranedur doit faire face non seulement à un large Typhoomerang (Torche), mais aussi un feu de forêt qui va bientôt le menacer, lui et les deux dragons. | 21 novembre 2013   |                    |
| 10                  | L'éclair des glaces, partie 1      | A View to a Skrill Part 1 | Les dresseurs de dragons découvrent un Ecrevasse Gelé : un dragon tenant son pouvoir de la foudre et symbole précieux pour les Parenvrilles. Ils se débrouillent alors pour le rapporter sur Beurk. Mais quand l'Ecrevasse dégèle et est libéré, Harold et Krokmou se retrouvent au milieu d'une bataille contre la bête mais aussi contre Dagur et son armada, ce qui pourrait bien être le combat de trop pour Harold et son Furie Nocturne... | 5 décembre 2013    |                    |
| 11                  | L'éclair des glaces, partie 2      | A View to a Skrill Part 2 | Harold, Kognedur et Kranedur doivent infiltrer l’île des Exilés et affronter la nouvelle alliance entre Alvin et Dagur, dont l'armada est devenue plus redoutable encore grâce au soutien du dangereux Ecrevasse. | 5 décembre 2013    |                    |
| 12                  | L’étoffe d'un héros                | The Flight Stuff          | Rustik, convaincu qu'il est en train de mourir, confie Krochefer à Gustav. Mais lorsqu'il guérit "miraculeusement", Rustik récupère son dragon et Gustav décide d'adopter son propre dragon, nommé Ferkroche, et de rejoindre l’académie. | 8 janvier 2014     |                    |
| 13                  | Il faut sauver Bouilli             | Free Scauldy              | Harold et sa bande découvrent un Ébouillantueur blessé sur l'île des Ailes de la mort. La bande doit guérir le dragon et le faire retourner sain et sauf à l'océan, avant qu'il ne succombe aux éléments et aux dragons du territoire des Ailes de la mort. | 15 janvier 2014    |                    |
| 14                  | Figé sur la glace                  | Frozen                    | Pendant une tempête de neige, l'océan gêle, ce qui permet aux Vélocidards de s'introduire sur Beurk. Ils se mettent à attaquer les vikings en les paralysant avec leur dard, la paralysie pouvant durer jusqu'à 24H. Harold et ses compagnons décident de capturer leur chef pour leur faire quitter l'île. | 22 janvier 2014    |                    |
| 15                  | Le conte de deux dragons           | A Tale of Two Dragons     | Harold doit faire travailler Astrid et Rustik main dans la main lorsque Tempête et Krochefer commencent à se battre à mort. Si les dresseurs veulent que leurs dragons restent dans l'académie, ils doivent trouver la cause de leur dispute. | 29 janvier 2014    |                    |
| 16                  | La grippe de L'anguille            | The Eel Effect            | Lors d'un voyage, Harold tombe de Krokmou et atterrit dans une rivière pleine d'anguilles. Quand Krokmou le sort de l'eau, il avale accidentellement une anguille. Krokmou se met alors à tirer des boules de plasma rouge. Les tirs de Krokmou forment une spirale, que Varek reconnait immédiatement. | 5 février 2014     |                    |
| 17                  | Y'a pas de fumée sans...           | Smoke Gets in Your Eyes   | Des objets en métal sont mystérieusement volés sur Beurk. Harold et Krokmou découvrent très vite que les responsables sont des Souffles Fumimortels, envoyés sur l'île par Dagur pour affaiblir Beurk et mieux l'attaquer. | 12 février 2014    |                    |
| 18                  | Bim ! Bam ! Boum !                 | Bing! Bam! Boom!          | Harold et Stoick, accompagnés de Krokmou et Tornado découvrent un trio de jeune dragons Mille-Tonnerres orphelins. De retour à Beurk, Tornado doit prendre sous son aile les jeunes dragons indisciplinés. | 19 février 2014    |                    |
| 19                  | Exilé, partie 1                    | Cast Out, Part I          | Harold en a assez du manque de respect de Rustik et décide de le suspendre de l'académie. Lorsque Rustik quitte l'île de Beurk, il tombe nez à nez avec le Hurlement Mortel et... Alvin ! L'ancien chef des Exilés sauve Rustik, mais ses intentions sont floues. Pour couronner le tout, Dagur met à exécution un plan qui pourrait détruire les dragons de l'académie.                                                                         | 26 février 2014    |                    |
| 20                  | Exilé, partie 2                    | Cast Out, Part II         | Harold accepte, non sans méfiance, l'aide d'Alvin lors d'une mission pour aller sauver Stoick des griffes de Dagur. Les dresseurs de dragons, les Parenvrilles et le Hurlement Mortel se retrouvent tous sur l'île des Exilés pour une bataille qui pourrait bien sceller le destin de tout l'archipel. | 9 mars 2014        |                    |

## Épisodes diffusés sur Netflix

### Saison 3:Par delà les rives1 (2015)
| Numéro de l'épisode | Titre français                     | Titre original                       | Résumé | Première diffusion | Première diffusion |
| ------------------- | ---------------------------------- | ------------------------------------ | --- | ------------------ | ------------------ |
| 01                  | L'Œil de dragon - 1re partie       | Dragon eye of the beholder, part one | Trois ans après la défaite des Parenvrilles, Dagur le Dérangé parvient à s'enfuir des geôles de la tribu des exilés. De son côté, Harold et sa bande mènent une vie tranquille, mais tout change lorsque Johann, retrouvé en mer, les informe des plans de vengeances de Dagur. Pour réunir une armée, celui-ci vole le matériel et le trésor de Johann, ainsi qu'un mystérieux tube trouvé dans un ancien navire abandonné.                                | 26 juin 2015       | 26 juin 2015       |
| 02                  | L'Œil de dragon - 2e partie        | Dragon eye of the beholder, part two | Harold parvient à remettre la main sur l'étrange tube et lui donne le nom de "Œil de Dragon", mais celui-ci ne peut être ouvert que grâce à une dent de "Rage des Neiges". La guérisseuse du village, Gothik, se souvient avoir été confrontée à ce dragon sur l'Ile du Glacier lors de son adolescence. Toute l'équipe décide donc de se rendre sur cette fameuse île afin d'y trouver ce dragon et de percer le mystère de l’œil de dragon                | 26 juin 2015       | 26 juin 2015       |
| 03                  | Harmonie imparfaite                | Imperfect harmony                    | L’Œil de Dragon dévoile des cartes et symboles inconnus dans l'Archipel de Beurk. À la suite de la réunion avec les autorités du village, Harold obtient l'autorisation d'explorer au-delà des frontières connues. Toute la bande part dès lors à l'aventure, et lorsque la fatigue du vol se fait sentir, l'équipe atterrit sur une île afin de s'y reposer. Mais cette île renferme un nouveau dragon avec qui la rencontre n'est pas des plus cordiales. | 26 juin 2015       | 26 juin 2015       |
| 04                  | Quand tombent les ténèbres         | When darkness falls                  | L'exploration de terre lointaine de Beurk nécessite de longs voyages, la création d'un avant-poste est donc envisagée. Après avoir visité plusieurs îles à la recherche de l'endroit idéal, les six dresseurs trouvent enfin un endroit qui convient parfaitement. Il va leur falloir apprivoiser ces nouveaux lieux, ainsi que les dragons déjà présents.                                                                                                  | 26 juin 2015       | 26 juin 2015       |
| 05                  | Le Nouveau héros                   | Big Man on Berk                      | Partant en mer pour la capture d'un ébouillantueur, Varek se découvre une allergie. De retour sur Beurk, la vieille Gothik est chargée de l’hypnotiser afin de le guérir. Mais la séance d'hypnose se passe mal et, à son réveil, Varek est persuadé d'être "Thor Briseur d'Os", un héros qui n'a peur de rien. | 26 juin 2015       | 26 juin 2015       |
| 06                  | La Disparition de Gustav           | Gone Gustav Gone                     | L'arrivée de Gustav sur la rive des Dragons, l'avant-poste des dragonniers, n'enchante guère grand monde. C'est donc pour faire ses preuves et à sa propre initiative que Gustav décide de s’emparer de l’œil de dragon et de partir seul à la recherche d'un trésor. Tombant dans les filets de Dagur, il n'aura d'autre choix que celui de compter sur ses compagnons afin de le sortir de ce mauvais pas.                                                | 26 juin 2015       | 26 juin 2015       |
| 07                  | Le Règne des Verenflammes          | Reign of fireworms                   | Lors d'une balade de routine, les jeunes dragonniers tombent par hasard sur une stèle affirmant que les ancêtres de Kranedur et Kognedur sont les "propriétaires" de l'île. Les jumeaux se revendiquent donc chefs suprêmes des lieux et décident de faire la loi. Harold, amusé au départ, laissent diriger les jumeaux, mais tout se corse lorsqu'une migration de Verenflammes menace l'île.                                                             | 26 juin 2015       | 26 juin 2015       |
| 08                  | La Déferlante                      | Crushing it                          | Quand Cornebrute sème la pagaille sur la rive du dragon, Harold compte sur l'aide de Stoïck, mais celui-ci développe une relation avec le monstre dévastateur. | 26 juin 2015       | 26 juin 2015       |
| 09                  | Terreur et tremblement             | Quake, rattle and roll               | Varek et Bouledogre libèrent les Gronks d'un dragon des plus menaçants qui s'est invité sur leur terre ancestrale, la Fosse obscure | 26 juin 2015       | 26 juin 2015       |
| 10                  | La Belle et le Dragon - 1re partie | Have dragon Will travel - part one   | Les dragonniers sont surpris de découvrir qui se cache derrière les attaques menées contre les vaisseaux voisins... et ce que sont ces vaisseaux, d'ailleurs. | 26 juin 2015       | 26 juin 2015       |
| 11                  | La Belle et le Dragon - 2e partie  | Have dragon Will travel - part two   | Ingrid rejoint le rang des dragonniers, mais l'alliance est malaisée, surtout quand Harold découvre un secret dérangeant sur sa véritable identité. | 26 juin 2015       | 26 juin 2015       |
| 12                  | La Nouvelle Vague de Piques        | The next big sting                   | Harold et les dragonniers sauvent un Vélocidard blessé et le ramènent sur la rive du dragon, inconscients des dangers qui les guettent | 26 juin 2015       | 26 juin 2015       |
| 13                  | Cauchemar total                    | Total Nightmare                      | Krochefer a le béguin pour un Cauchemar monstrueux femelle, mais Rustik, ne voulant pas perdre son ami, fait des pieds et des mains pour les séparer. | 26 juin 2015       | 26 juin 2015       |

### Saison 4:Par delà les rives2 (2016)
| Numéro de l'épisode | Titre français                              | Titre original                  | Résumé | Première diffusion | Première diffusion |
| ------------------- | ------------------------------------------- | ------------------------------- | --- | ------------------ | ------------------ |
| 01                  | L'équipe auxiliaire                         | Team Astrid                     | À la suite d'une attaque de Dagur, les dragonniers sont rappelés sur Beurk. Astrid, particulièrement touchée par l'attaque ayant brûlé sa maison d'enfance, décide de rester sur Beurk afin d'y monter une deuxième équipe de dragonniers ayant désormais pour mission de défendre l'île. Mais cette équipe ne reste pas longtemps en formation, déjà appelée à aller appuyer la première. | 8 janvier 2016     | 8 janvier 2016     |
| 02                  | La nuit des chasseurs - 1re Partie          | Night of the Hunters - part one | Lors d'une balade dans les alentours de l'île, Astrid tombe nez à nez avec une équipe de chasseurs de dragon. Parvenant à s'enfuir, elle se voit contrainte de laisser Tempête aux mains des chasseurs. Mais la mission de libération tourne au vinaigre, et une partie de l'équipe des dragonniers reste prisonnière à son tour.                                                          | 8 janvier 2016     | 8 janvier 2016     |
| 03                  | La nuit des chasseurs - 2e Partie           | Night of the Hunters - part two | Associé avec les chasseurs, Dagur et sa sœur Ingrid tiennent à présent une partie de l'équipe de Beurk à fond de cale. Face aux projets peu réjouissant que Dagur destine aux Dragons, ce n'est plus qu'une question de temps pour qu'un plan de libération soit trouvé. | 8 janvier 2016     | 8 janvier 2016     |
| 04                  | La lune et le dragon                        | Bad Moon Rising                 | Après avoir été mordu par un Dragon inconnu, et après avoir un peu trop écouté les histoires abracadabrante de Gueulfor, Kranedur reste persuadé qu'il va se transformer à la pleine lune en Dragon-Lycanaile. Le reste de l'équipe, essayant temps bien que mal à lui faire entendre raison, se rende compte une fois encore que quand Kranedur à une idée, il n'en démord pas.           | 8 janvier 2016     | 8 janvier 2016     |
| 05                  | Rustik à la hache                           | Snotlout Gets the Axe           | Rustik et Astrid, qui ont pour mission d'apporter une hache de guerre cérémonielle au mariage qui va unir des membres de leurs familles, doivent mettre leurs querelles de côté quand le précieux objet est dérobé par un nouveau type de dragon : l'Aile-blindé. | 8 janvier 2016     | 8 janvier 2016     |
| 06                  | La dette du Braguettaure                    | The Zippleback Experience       | Harold sauve la vie de péte et prout qui, éperdu de reconnaissance, abandonne Kogne et Krane et se met à suivre Harold et Krokmou partout. Kogne et Krane essaient maladroitement de récupérer leur dragon... avec des conséquences désastreuses. | 8 janvier 2016     | 8 janvier 2016     |
| 07                  | Prisonneige                                 | Snow Way Out                    | Harold et les dragonniers doivent empêcher Ryker d'obtenir une clé en dent capable d'ouvrir l'Œil de dragon. Pour ce faire, ils se rendent sur l'île du Glacier, cette fois-ci pour protéger le Rage des neiges. | 8 janvier 2016     | 8 janvier 2016     |
| 08                  | Le désastre arrive - 1re Partie             | Edge of Disaster - part one     | Alors qu'Harold, Varek et Rustik s'absentent, Astrid reste seule avec les jumeaux. La cohabitation ne se passe pas très bien... au point qu'une dispute éclate. Mais ce n'est pas le moment : les Chasseurs arrivent ! | 8 janvier 2016     | 8 janvier 2016     |
| 09                  | Le désastre arrive - 2e Partie              | Edge of Disaster - part two     | Krane et Astrid continuent à défendre la Rive du Dragon, tandis qu'Harold, Rustik et Johann découvrent une île peuplée de dragons blessés par les chasseurs. | 8 janvier 2016     | 8 janvier 2016     |
| 10                  | Double choc                                 | Shock and Awe                   | Quand les dragonniers découvrent un nouveau dragon de la classe des Marins, l'Horreur des mers, ils l'aident à échapper à un troupeau d'Ébouillantueurs affamés et lui font rejoindre ses congénères. | 8 janvier 2016     | 8 janvier 2016     |
| 11                  | Le droit d'enfermer                         | A Time to Skrill                | L'écrevasse revient pour se venger d'Harold et Krokmou. Harold et les dragonniers doivent trouver à tout prix un moyen pour arrêter le carnage du dragon. Mais les choses se compliquent lorsque l'écrevasse se fait capturer par Dagur et les chasseurs de dragon. | 8 janvier 2016     | 8 janvier 2016     |
| 12                  | Des masses et des griffes : début de partie | Maces and Talons - part one     | Ingrid apprend aux dragonniers que les chasseurs de dragons traquent le Volchemar, alors ni une ni deux, les voilà qui s'élancent au secours du dragon. Mais s'il s'agissait d'un plan plus machiavélique ? | 8 janvier 2016     | 8 janvier 2016     |
| 13                  | Des masses et des griffes : fin de partie   | Maces and Talons - part two     | Viggo a capturé Ingrid et le Volchemar, et Harold va devoir se montrer plus malin que ce nouvel adversaire intraitable. | 8 janvier 2016     | 8 janvier 2016     |

### Saison 5:Par delà les rives3 (2016)
| Numéro de l'épisode | Titre français                      | Titre original                   | Résumé | Première diffusion | Première diffusion |
| ------------------- | ----------------------------------- | -------------------------------- | --- | ------------------ | ------------------ |
| 01                  | L'ennemi de mon ennemi              | Enemy of my Enemy                | Harold ne digère toujours pas sa défaite contre Viggo. N'écoutant pas les conseils d'Astrid, il décide d'aller patrouiller seul dans les îles alentour. Malheureusement, il se retrouve vite pris en embuscade seul contre les chasseurs. Un vieil ennemi pourra-t-il lui venir en aide ?                                                                              | 24 juin 2016       | 24 juin 2016       |
| 02                  | L'inkrustaukeur                     | Crash Course                     | La Reine des Varenflammes apparait sur la Rive des Dragons pour demander de l'aide à nos héros. Arrivés sur place, ils découvrent que son nid a été envahi par un Dragon parasite. Rustik et Krochefer, très reconnaissant de l'aide que leur a apportée la Reine précédemment, décident de tout faire pour l'aider.                                                   | 24 juin 2016       | 24 juin 2016       |
| 03                  | Pour faire un bon leader            | Follow the Leader                | Alors qu'il se baladait, Varek tombe sur une grotte remplie de Terreurs Nocturnes blancs. Pour les apprivoiser, il effectue quelques tâches pour les aider. Les Terreurs Nocturnes commencent à s'attacher à lui... peut être un peu trop. | 24 juin 2016       | 24 juin 2016       |
| 04                  | Faire long feu... ou pas            | Turn and Burn                    | Cela fait maintenant un mois que le père de Rustik, Mastok, a disparu avec son dragon: celui-ci étant parti construire une base pour stocker des armes et de la nourriture contre l'avis de Stoïck. Harold, son père et Rustik le retrouvent très vite sur une île, mais il n'est pas seul... une nouvelle espèce de dragon très enflammé n'accepte pas leur présence. | 24 juin 2016       | 24 juin 2016       |
| 05                  | Buffleroi                           | Buffalord Soldier                | Lors d'une patrouille, Astrid tombe sur un bateau échoué. En l'explorant, elle se fait griffer par un des occupants qui semblent être malades du Fléau d'Odin. Peste ravageuse, elle tue en trois mois la personne contaminée. Malade, Astrid ne peut compter que sur la bave d'un Buffleroi.... espèce éteinte depuis la dernière épidémie.                           | 24 juin 2016       | 24 juin 2016       |
| 06                  | Des vacances rebelles               | A Grim Retreat                   | Ayant sérieusement besoin de vacances, Harold et ses amis décident de partir sur une autre île pour se reposer et récupérer du granit pour Bouledogre. Les vacances ont l'air bien parties mais pendant la nuit, les dragons se mettent à attaquer leur Dragonnier. | 24 juin 2016       | 24 juin 2016       |
| 07                  | Avec ou sans Ingrid                 | To Heather or not to Heather     | Harold et ses amis apprennent que Varek échange depuis quelque temps une correspondance avec Ingrid. La troupe se demande alors s'il n'est pas temps de lui demander de rejoindre leur groupe. Ingrid arrive alors sur la Rive des Dragons, mais tout n'est pas si simple avec son dragon Sonovent.                                                                    | 24 juin 2016       | 24 juin 2016       |
| 08                  | Gladiateurs                         | Stryke Out                       | Lors d'une expédition pour combattre les Chasseurs, Harold et Krokmou se font capturer. Leurs ravisseurs semblent être des hommes à la solde des Chasseurs qui organisent des combats d’arène avec des dragons. | 24 juin 2016       | 24 juin 2016       |
| 09                  | Un chant mortel                     | Tone Death                       | Les Dragonniers récupèrent un œuf de Dragon que les Chasseurs étaient en train de dérober. Celui-ci éclot sur la Rive et très vite Harold et ses amis comprennent que le bébé dragon est un Chant Funeste, qui ne peut communiquer que par le chant. | 24 juin 2016       | 24 juin 2016       |
| 10                  | Mystère et boule de marbre          | Between a Rock and a Hard Place  | En attaquant un convoi de Chasseurs, Harold et ses amis se rendent compte que leur cave ne sont pas remplis de dragons, mais de marbre. Très vite, ils retrouvent l'île où se trouve les Chasseurs. Deux Devasters sont utilisés pour récupérer les pierres. Mais pourquoi Viggo en aurait-il besoin ?                                                                 | 24 juin 2016       | 24 juin 2016       |
| 11                  | Famille d'enfer                     | Family on the Edge               | Dagur débarque à l'improviste à la Rive des Dragons pour demander à Harold de lui apprendre à devenir un dragonnier afin de pouvoir retrouver Ingrid. | 24 juin 2016       | 24 juin 2016       |
| 12                  | Les héros des enchères              | Last Auction Heroes              | Les dragonniers se rendent en mission secrète participer aux enchères de Viggo, afin de libérer des dragons et de l'empêcher de gagner plus d'argent. | 24 juin 2016       | 24 juin 2016       |
| 13                  | Les défenseurs des ailes - Partie 1 | Defenders of the Wing - Part one | Viggo propose une trêve à Harold, mais les dragonniers se méfient. Ils pensent que Viggo voudrait les éloigner d'une île et s'y rendent. Mais ils se font capturer par une tribu: Les Défenseurs des Ailes. | 24 juin 2016       | 24 juin 2016       |

### Saison 6:Par delà les rives4 (2017)
| Numéro de l'épisode | Titre français                      | Titre original                   | Résumé | Première diffusion | Première diffusion |
| ------------------- | ----------------------------------- | -------------------------------- | --- | ------------------ | ------------------ |
| 01                  | Les défenseurs des ailes - Partie 2 | Defenders of the Wing - Part two | Pour prouver qu'ils sont du côté des Défenseurs des Ailes, les dragonniers aident ce village et leur reine Mala à retrouver leur protecteur, le dragon Eruptodon, capturé par Viggo. | 17 février 2017    | 17 février 2017    |
| 02                  | Dur à Choisir                       | Gruff Around the Edges           | Têtedur, le cousin de Kranedur et Kognedur débarque à la Rive des Dragons. Alors que Kranedur veut à tout prix impressionner son cousin, Kognedur a des doutes sur lui. En effet, Têtedur n'est pas venu à la Rive des Dragons juste pour voir ses cousins.                                                                      | 17 février 2017    | 17 février 2017    |
| 03                  | Mêlée de Minuit                     | Midnight Scrum                   | Les dragonniers retournent sur Beurk pour fêter le 400e anniversaire du village. Mais la tête d'Harold a été mise à prix par les chasseurs et une ombre plane sur les festivités. | 17 février 2017    | 17 février 2017    |
| 04                  | Le destin de Rustik                 | Not Lout                         | Suivant les conseils mal avisés de son père, Rustik, qui aimerait être à la tête des dragonniers, prend des décisions imprudentes sans en parler à personne et met en danger le groupe. | 17 février 2017    | 17 février 2017    |
| 05                  | Il faut sauver Ombre Tueur          | Saving Shattermaster             | Harold et Ingrid sont stupéfaits de voir Dagur en vie, et parmi les chasseurs de dragons. Mais Dagur leur explique qu'il veut sauver son dragon Ombre Tueur. Pendant ce temps, Rustik se soumet aux épreuves test pour devenir le roi de Mala.                                                                                   | 17 février 2017    | 17 février 2017    |
| 06                  | Se déchaîner au détroit             | Dire Straits                     | Quand un dragon qui provoque des tourbillons et avale les bateaux qui fournissent les vivres à Beurk, le village se retrouve mal et Harold et les dragonniers doivent l'empêcher de nuire sans être avalés à leur tour. | 17 février 2017    | 17 février 2017    |
| 07                  | Le jour le plus long                | The Longest Day                  | Dans l'archipel, le soleil ne s'est pas couché depuis deux semaines à cause du jour polaire et les vikings ne peuvent pas dormir. Les dragonniers restent sur la Rive du Dragon et ont des comportements étranges pendant qu'Harold tente de venir en aide à un dragon blessé, mais il s'agit d'un piège et il est vite débordé. | 17 février 2017    | 17 février 2017    |
| 08                  | La Ruée vers l'or                   | Gold Rush                        | Quand Dagur débarque à la Rive du Dragon, il affirme savoir où Viggo cache son or. Les dragonniers s'y rendent donc pour tenter de récupérer l'or de Beurk et porter un coup dur aux opérations des Chasseurs de Dragon en les ruinant.                                                                                          | 17 février 2017    | 17 février 2017    |
| 09                  | Aller au feu de la lave             | Out of the Frying Pan            | Pour que sa tribu survive, Mala, accompagnée d'Harold et de Varek, doit déposer l’œuf de l'Eruptodon au centre du Grand Volcan sacré afin qu'il puisse éclore. | 17 février 2017    | 17 février 2017    |
| 10                  | Jumeaunition                        | Twintuition                      | Quand les jumeaux vont aux marchés du Nord pour faire réparer la massue de Kranedur, ils tombent par hasard sur une opération secrète des chasseurs de dragons. | 17 février 2017    | 17 février 2017    |
| 11                  | Aveuglé                             | Blindsided                       | Dans une tentative pour sauver les dragons d'un incendie provoqué par la foudre dans les étables, Astrid est blessée et se retrouve aveugle. Les dragonniers se mettent à la recherche de leurs dragons, malgré les attaques incessantes du Triple Attaque.                                                                      | 17 février 2017    | 17 février 2017    |
| 12                  | L'artillerie lourde - Partie 1      | Shell Shocked - Part one         | Après des mois d'organisation, Harold lance une opération pour ravir l'Oeil de Dragon à Viggo, pour découvrir avec dépit qu'il s'est fait devancer. Harold doit donc faire un choix entre croire Viggo ou croire Ryker, désormais séparés.                                                                                       | 17 février 2017    | 17 février 2017    |
| 13                  | L'artillerie lourde - Partie 2      | Shell Shocked - Part two         | Alors que Viggo a tenu sa promesse concernant l'Oeil de Dragon, Harold hésite à lui faire confiance et à le considérer comme un allié contre Ryker et l'Artillerie, tout en évitant de faire de mauvaises décisions à cause de sa relation avec Astrid.                                                                          | 17 février 2017    | 17 février 2017    |

### Saison 7:Par delà les rives5 (2017)
| Numéro de l'épisode | Titre français                                     | Titre original                       | Résumé | Première diffusion | Première diffusion |
| ------------------- | -------------------------------------------------- | ------------------------------------ | --- | ------------------ | ------------------ |
| 01                  | Vivre sur la Rive                                  | Living on the Edge                   | En essayant de stabiliser le volcan qui menace de détruire la Rive du Dragon, les dragonniers trouvent des preuves inquiétantes d'un regain d'activité chez les chasseurs.                                                           | 25 août 2017       | 25 août 2017       |
| 02                  | Sous le sable                                      | Sandbusted                           | Alors que les dragonniers enquêtent sur la raison de la disparition des négociants des marchés du Nord, Harold et Rustik sont victimes d'un dragon amateur de trésors.                                                               | 25 août 2017       | 25 août 2017       |
| 03                  | Quelque chose de pourri sur l'île des Parenvrilles | Something rotten on Berserker island | Les dragonniers sont invités sur l'île des "Parenvrille" où les retrouvailles avec Ingrid, Dagur et un jeune visage familier sont interrompues par une flambée de révolte.                                                           | 25 août 2017       | 25 août 2017       |
| 04                  | Rustik et ses drôles de dames                      | Snotlout's angels                    | Quand Rustik est sauvé d'un orage par une tribu de femmes ailées, il croit être arrivé au Valhalla... Jusqu'à ce qu'elles lui fassent comprendre qu'il figure au menu de leur dîner.                                                 | 25 août 2017       | 25 août 2017       |
| 05                  | Question de point de vue                           | A matter of perspective              | Désobéissant à Harold, les jumeaux suivent le vieil Eruptodon des Défenseurs des Ailes dans sa dernière retraite, Vanaheim, et découvrent pourquoi aucun humain ne s'y est jamais rendu, ou du moins, n'a jamais pu en parler.       | 25 août 2017       | 25 août 2017       |
| 06                  | Le retour de Thor Briseurdos                       | Return of Thor Bonecrusher           | Quand des Exilés viennent sur la Rive pour demander son aide à Thor Briseurdos pour sauver Alvin de kidnappeurs, Varek permet à Rustik de l'hypnotiser pour invoquer son puissant alter ego mais tout ne se passe pas comme prévu... | 25 août 2017       | 25 août 2017       |
| 07                  | L'aube de la destruction                           | Dawn of destruction                  | Quand la Rive est attaquée par des Rôtisseurs, les dragonniers prennent les airs aussitôt pour les repousser et tombent des nues quand ils les voient de plus près.                                                                  | 25 août 2017       | 25 août 2017       |
| 08                  | Les Ailes de la Guerre - Partie 1                  | The Wings of War, part one           | Les dragonniers s’enfuient à Beurk, où Harold a une solution pour éviter le douloureux sacrifice qu'implique l'idée de Stoïck pour vaincre les Cuirassiers.                                                                          | 25 août 2017       | 25 août 2017       |
| 09                  | Les Ailes de la Guerre - Partie 2                  | The Wings of War, part two           | Un allié inattendu aide Harold à comprendre et utiliser le comportement des Rôtisseurs pour combattre les Cuirassiers. Trop confient, Krogan fait une erreur stratégique qui lui coûte la Rive.                                      | 25 août 2017       | 25 août 2017       |
| 10                  | On abandonne jamais un dragon                      | No dragon left behind                | Tempête s'étant battue contre deux Serpentailes venimeux pour défendre Garff, Astrid risque sa propre vie pour se procurer un ingrédient afin de préparer un antidote.                                                               | 25 août 2017       | 25 août 2017       |
| 11                  | Klaquedur                                          | Snuffnut                             | Quand Kognedur refuse de devenir la femme de Throk car elle ne veut pas quitter son jumeau, Kranedur feint de mourir afin qu'elle n'hésite plus à se marier.                                                                         | 25 août 2017       | 25 août 2017       |
| 12                  | A la recherche d'Oswald et Poulet                  | Searching for Oswald and Chicken     | Un dessin dans un vieux carnet ramène Harold et Varek à Vanaheim où ils aident Dagur à retrouver son père, Oswald l'Agréable, disparu depuis longtemps.                                                                              | 25 août 2017       | 25 août 2017       |
| 13                  | Les péchés du passé                                | Sins of the past                     | Ingrid va voir un homme qui prétend avoir vu Oswald et tombe dans un piège qui va coûter aux dragonniers un prix excessif et inattendu.                                                                                              | 25 août 2017       | 25 août 2017       |

### Saison 8:Par delà les rives6 (2018)
| Numéro de l'épisode | Titre français                 | Titre original          | Résumé | Première diffusion | Première diffusion |
| ------------------- | ------------------------------ | ----------------------- | --- | ------------------ | ------------------ |
| 01                  | Au grand jour                  | In Plain Sight          | À la recherche des pierres nécessaires à l'œil de Dragon 2, Harold découvre qu'un vieil ami n'est pas celui qu'il croyait. Dagur retrouve la petite brute de son enfance. | 16 février 2018    | 16 février 2018    |
| 02                  | La course à l'écorce           | No Bark, All Bite       | Occupés à chercher de l'écorce de saule aux vertus médicinales, Stoïk et Harold partent en fait à la chasse au dahu, abandonnant Beurk à de possibles attaques ennemies.  | 16 février 2018    | 16 février 2018    |
| 03                  | La voie hiérarchique           | Chain of Command        | Sur l'île des Dames Ailées à la recherche d'une lentille pour l'œil de Dragon, Rustik se rebelle contre l'autorité d'Harold. Sur une autre île, c'est l'amour qui frappe. | 16 février 2018    | 16 février 2018    |
| 04                  | L'ordre des Ingerman           | Loyal Order of Ingerman | Contrarié quand il découvre que ses ancêtres étaient des chasseurs de dragons qui tuaient les Dramillions, Varek espère trouver des survivants de l'espèce décimée.       | 16 février 2018    | 16 février 2018    |
| 05                  | Sur un coup de Têtedur         | A Gruff Separation      | Harold se méfie quand Têtedur se pointe le jour du 19e anniversaire des jumeaux pour accomplir un rituel d'apprentissage à la Thorston comprenant trois défis dangereux.  | 16 février 2018    | 16 février 2018    |
| 06                  | Les ailes donnent l'amour      | Mi Amore Wing           | Une annonce pousse Astrid à s'interroger sur sa relation avec Harold. Les dragonniers découvrent une lentille d'œil de Dragon soudée au corps d'un Aile Blindé.           | 16 février 2018    | 16 février 2018    |
| 07                  | Transition à la Dur            | Ruff Transition         | Sur l'île des Dames Ailées, un bébé Razolame s'attache à Kognedur qui se prend soudain à espérer devenir une Dame Ailée.                                                  | 16 février 2018    | 16 février 2018    |
| 08                  | Le coup du complice            | Triple Cross            | Quand les cuirassiers essaient de le tuer car il ne leur sert plus à rien, Viggo force Harold à l'aider à se venger d'eux en volant leur œil de Dragon et ses lentilles.  | 16 février 2018    | 16 février 2018    |
| 09                  | La famille d'abord             | Family Matters          | Krogan se sert d'un Chant Funeste pour attirer et enrôler de force des Rôtisseurs dans son armée de cuirassiers, les dragonniers se lancent à la rescousse du dragon.     | 16 février 2018    | 16 février 2018    |
| 10                  | La nuit la plus sombre         | Darkest Night           | Tombé dans une embuscade, Stoïk est gravement blessé par les cuirassiers, et Harold est déchiré entre son devoir familial et sa mission de chef des dragonniers.          | 16 février 2018    | 16 février 2018    |
| 11                  | Les gardiens de Vanaheim       | Guardians of Vanaheim   | Ayant appris que des cuirassiers avaient suivi Ingrid jusqu'à Vanaheim, les dragonniers doivent les empêcher de divulguer l'emplacement de l'île sacrée à leur chef.      | 16 février 2018    | 16 février 2018    |
| 12                  | Le roi des dragons, 1re partie | King of Dragons, Part 1 | Une fois la cinquième lentille en place, l'œil de Dragon 2 dévoile où se trouverait le Roi des Dragons. Varek, comprenant de quoi il s'agit, sait aussi quoi faire.       | 16 février 2018    | 16 février 2018    |
| 13                  | Le roi des dragons, 2e partie  | King of Dragons, Part 2 | Les dragonniers se précipitent chez le véritable Roi des Dragons, mais les cuirassiers les ont précédés, et ils se retrouvent bientôt face à la légendaire créature.      | 16 février 2018    | 16 février 2018    |